# FK Chimki
Futbolnyj Kłub Chimki (ros. Футбольный клуб Химки; pełna nazwa prawna Awtonomnoje uczrieżdienije municypalnogo obrazowanija gorodskogo okruga Chimki „Futbolnyj kłub Chimki”, ros. Автономное учреждение муниципального образования городского округа Химки «Футбольный клуб Химки») – rosyjski klub piłkarski z miasta Chimki w obwodzie moskiewskim. 

## Historia
Założony w 1996. 30 stycznia 1997 stał się profesjonalny. Swój pierwszy oficjalny mecz FK Chimki rozegrały 17 maja 1997. Grali wtedy w lidze amatorskiej, lecz po zwycięstwie z Energią Uljanowsk w rzutach karych awansowali do trzeciej ligi. Po kolejnym sezonie klub mógł świętować awans do drugiej ligi. Z tej ligi promocję do wyższej ligi dał rok 2000 i FK Chimki stały się jedną z 38 najlepszych drużyn Rosji. W 2006 roku z 99 punktami po raz pierwszy awansowali do Priemjer-Ligi. Osiągnęli też finał Pucharu Rosji w 2006 roku, gdzie przegrali z CSKA Moskwa (0:1).
W sezonie 2019/20 po raz drugi w swojej historii Chimki dotarły do finału Pucharu Rosji, przegrały jednak mecz finałowy z Zenitem Petersburg (0:1). Podmoskiewski klub wywalczył też ponowny awans do Priemjer-Ligi.
18 czerwca 2025 klub zawiesił działalność z powodu bankructwa i nieotrzymania licencji RFS na kolejny sezon.

## Sukcesy
| \| \| Zdobyte trofea w rozgrywkach Rosji (stan na: 2025) \| |                                                    |      |            |
| Rozgrywki                                                   | Osiągnięcie                                        | Razy | Sezon(y)   |
| · Mistrzostwo                                               | I miejsce                                          | –    |            |
| · Mistrzostwo                                               | II miejsce                                         | –    |            |
| · Mistrzostwo                                               | III miejsce                                        | –    |            |
| · Puchar                                                    | zdobywca                                           | –    |            |
| · Puchar                                                    | finalista                                          | 2    | 2005, 2020 |
| Rosja                                                       | Zdobyte trofea w rozgrywkach Rosji (stan na: 2025) |      |            |

## Zawodnicy

### Skład na sezon 2021/2022
Skład aktualny na dzień 8 kwietnia 2022.
| Nr | Poz. | Piłkarz                  |
| -- | ---- | ------------------------ |
| 1  | BR   | Jegor Gienierałow        |
| 4  | OB   | Brian Idowu              |
| 6  | OB   | Dmitrij Tichij (kapitan) |
| 7  | NA   | Ilja Sadygow             |
| 8  | PO   | Dienis Głuszakow         |
| 10 | NA   | Aleksandr Dołgow         |
| 11 | OB   | Elmir Nabiułlin          |
| 14 | PO   | Besard Šabović           |
| 15 | OB   | Jegor Daniłkin           |
| 17 | PO   | Pawieł Mamajew           |
| 18 | PO   | Jurij Żyrkow             |
| 19 | NA   | Aleksandr Rudienko       |
| 20 | PO   | Nemanja Glavčić          |
| 21 | PO   | Ilja Kamyszew            |

| Nr | Poz. | Piłkarz           |
| -- | ---- | ----------------- |
| 22 | BR   | Ilja Łantratow    |
| 23 | OB   | Zachar Wołkau     |
| 24 | PO   | Lawrence Nicholas |
| 25 | OB   | Aleksandr Filin   |
| 26 | OB   | Artiem Juran      |
| 27 | NA   | Dawit Dawtjan     |
| 44 | NA   | Ilja Kucharczuk   |
| 70 | PO   | Butta Magomiedow  |
| 77 | PO   | Rieziuan Mirzow   |
| 78 | NA   | Danił Massurienko |
| 87 | OB   | Kiriłł Bożenow    |
| 88 | OB   | Gia Grigalawa     |
| 93 | BR   | Ilja Tusiejew     |

## Trenerzy
| - Władimir Sztapow (1996–97) - Igor Byczkow (1997, tymczasowo) - Rawil Sabitow (1997–99) - Aleksandr Piskariow (2000) - Wiktor Papajew (2000) - Aleksiej Pietruszyn (2001) - Rawil Sabitow (2001–02) - Siergiej Dierkacz (2002–03) - Dmitrij Galamin (2003) - Wasilij Kulkow (2004) - Władimir Szewczuk (2004) - Pawło Jakowenko (2004–05) - Władimir Kazaczonok (2006–07) - Slavoljub Muslin (2007–08) - Siergiej Juran (2008) - Konstantin Sarsanija (2009) - Igor Czugajnow (2009) - Aleksandr Tarchanow (2009–10) - Oleg Dołmatow (2011–12) | - Aleksandr Tarchanow (2012) - Omari Tetradze (2012) - Walerij Pietrakow (2012–13) - Aleksandr Tarchanow (2013) - Władimir Muchanow (2013–14) - Władimir Maminow (2014–15) - Wadim Chafizow (2015–16) - Aleksandr Irchin (2016–17) - Oleg Stogow (2017) - Aleksandr Irchin (2017–18) - Igor Szalimow (2018–19) - Andriej Tałałajew (2019–20) - Siergiej Juran (2020) - Dmitrij Gunko (2020) - Igor Czeriewczenko (2020–21) - Igor Juszczenko (2021, tymczasowo) - Igor Czeriewczenko (2021–22) - Siergiej Juran (od 2022) |